# Gustav Mallinckrodt
Gustav Mallinckrodt (* 7. August 1799 in Dortmund; † 17. November 1856 in Köln) war ein deutscher frühindustrieller Unternehmer und liberaler Politiker.

## Familie und berufliche Anfänge
Mallinckrodt stammte aus der Adelsfamilie von Mallinckrodt, deren Dortmunder Zweig das Adelsprädikat aber nicht führte. Sein Vater Theodor Mallinckrodt war Handelsherr in der Freien Reichsstadt Dortmund. 
Er besuchte das Gymnasium in Dortmund, ging aber vor dem Abitur ab. Danach machte Mallinckrodt eine kaufmännische Lehre in Lippstadt und ging anschließend für ein Jahr als kaufmännischer Angestellter nach Lübeck. Im Jahr 1820 gründete er zusammen mit J. F. Voigt in St. Petersburg ein Kommissions- und Speditionsgeschäft. Im Jahr 1823 trat er in die Gerberei und Lederhandlung des kurz zuvor verstorbenen Georg Strohn in Wehringhausen ein und heiratete im selben Jahr die Tochter Henriette Strohn. Nachdem diese bereits ein Jahr später verstorben war, heiratete Mallinckrodt 1824 deren Schwester Emilie. Aus dieser Ehe stammten der spätere Großindustrielle Gustav von Mallinckrodt und der Industrielle Ernst Gustav von Mallinckrodt. 
Im Jahr 1825 gab Mallinckrodt die Firma in Wehringhausen auf und baute zusammen mit Heinrich Volkmann eine Ledersohlenfabrik in Krombach auf. Außerdem erwarb er Anteile an siegerländer Berg- und Hüttenwerken.

## Unternehmer in Köln
Im Jahr 1836 siedelte er nach Köln über und konzentrierte sich auf den Import von Häuten aus Südamerika. Das Geschäft florierte und Köln stieg nicht zuletzt durch Mallinckrodt zu einem Zentrum des Lederhandels auf. 
Daneben beteiligte sich Mallinckrodt an den insbesondere von Gustav von Mevissen vorangetriebenen Projekten im Bereich des Finanz-, Versicherungs- und Verkehrswesens. Im Jahr 1844 gehörte er mit Mevissen zusammen zum Direktorium der Rheinischen Eisenbahngesellschaft. Dabei konzentrierte sich Mallinckrodt auf den Bereich der Strecke von Bonn über Koblenz nach Bingen. Im Bereich des Bergbaus ergänzten sich Mevissen und Mallinckrodt. Während Mevissen sein organisatorisches Wissen einbrachte, konnte Mallinckrodt seine technischen Kenntnisse aus seiner Zeit im Siegerland nutzen. Beide gründeten 1845 den Kölner Bergwerks-Verein. Deren technische Leitung hatte anfangs Mallinckrodt inne. Der Plan, zusammen mit Mevissen die „Kölnische Bank“ zu gründen, scheiterte zunächst an der preußischen Gesetzgebung.

## Rheinischer Liberalismus
Wie Mevissen war Mallinckrodt einer der führenden Köpfe des rheinischen Liberalismus im Vormärz. Er gehörte zu den Mitbegründern der ersten Rheinischen Zeitung. Gegen deren Verbot hat er protestiert. Seit der Mitte der 1840er Jahre war er im Sinne der liberalen Bewegung vor allem im Siegerland aktiv. In der Revolution von 1848 stand er weiterhin auf Seiten einer gemäßigt liberalen konstitutionellen Richtung. Im Jahr 1850 wurde er für den Kreis Arnsberg in die erste Kammer des preußischen Landtages gewählt, konnte aber wegen der Mehrheitsverhältnisse kaum eine wirksame Rolle spielen.

## Späteres unternehmerisches Handeln

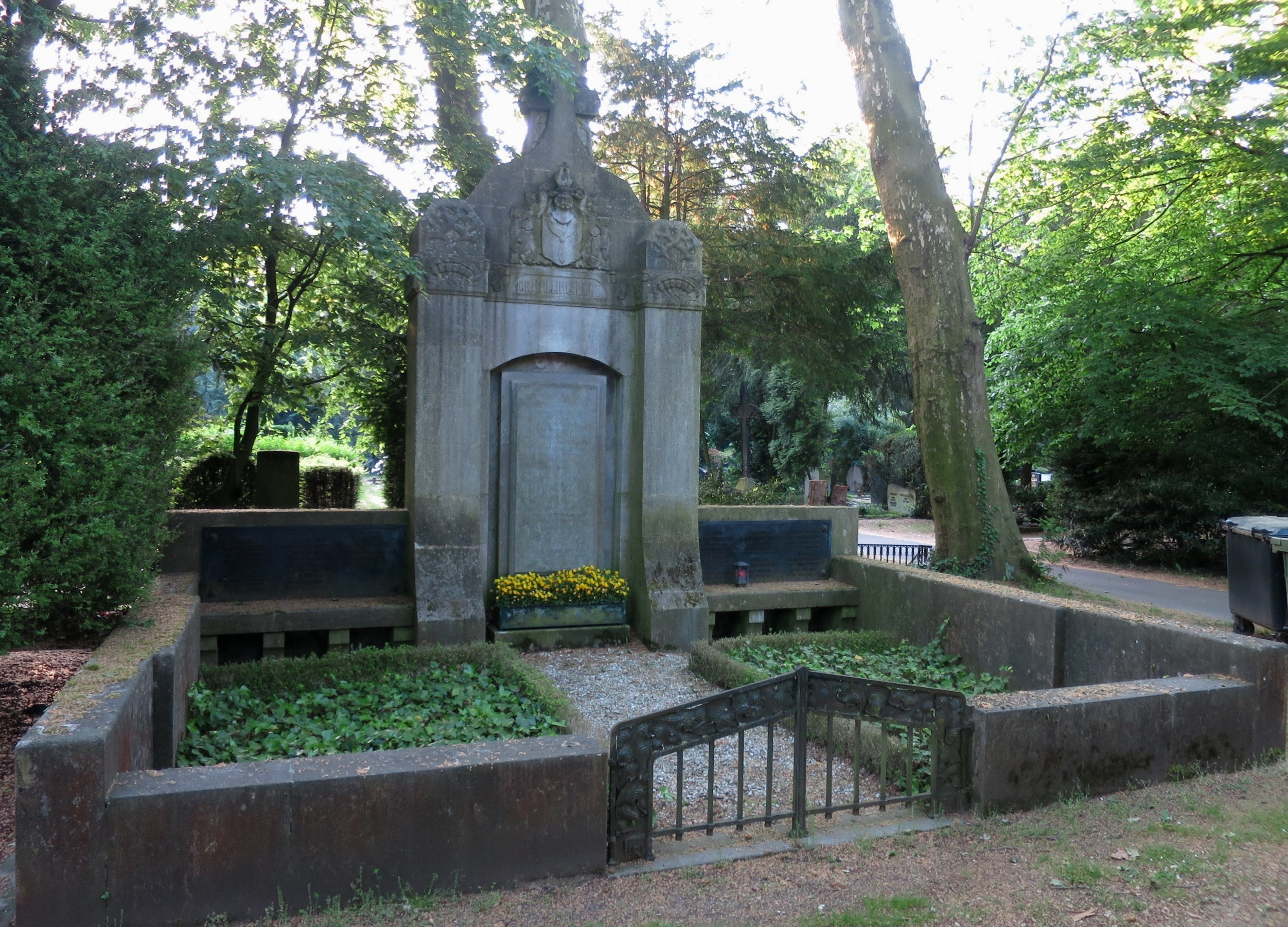
Familiengrab von Mallinckrodt (Friedhof Melaten)

Wichtiger als die Politik wurde nach der Revolution für Mallinckrodt wieder das unternehmerische Handeln. Zusammen mit Verwandten gründete er Ende 1848 eine Textilfabrik in Burscheid. Erneut zusammen mit Mevissen war er an der Umwandlung des krisengeschüttelten Bankhauses Schaaffhausen in eine Aktiengesellschaft beteiligt. Die Bank sollte sich dabei vor allem der Industrieförderung widmen. Mallinckrodt war auch an der Gründung der „Concordia“ Lebensversicherung im Jahr 1852, der Kölnische Maschinenbau-AG (1855) und in starkem Maße am Ausbau des Siegerländer Erzbergbaus durch verschiedene Kapitalgesellschaften beteiligt. Dazu gehörte 1856 die Gründung des Köln-Müsener Bergwerksvereins.
Seine Grabstätte befindet sich auf dem Kölner Friedhof Melaten (HWG Nr. 105).

## Weblink
- Mallinckrodt, Gustav. Hessische Biografie. (Stand: 3. Juli 2024). In: Landesgeschichtliches Informationssystem Hessen (LAGIS).

| Personendaten    | Personendaten        |
| ---------------- | -------------------- |
| NAME             | Mallinckrodt, Gustav |
| KURZBESCHREIBUNG | Unternehmer          |
| GEBURTSDATUM     | 7. August 1799       |
| GEBURTSORT       | Dortmund             |
| STERBEDATUM      | 17. November 1856    |
| STERBEORT        | Köln                 |